# تلخ‌آب (جهرم)
تلخ‌آب  روستایی است در شهرستان جَهرُم در استان فارس ایران.
این روستا در دهستان جلگاه در بخش مرکزی شهرستان جهرم قرار دارد. جمعیت این روستا در سرشماری عمومی نفوس و مسکن سال ۱۳۸۵ برابر با ۱۹ نفر بود.
برای مشاهده مکان دقیق این روستا ادرس زیر را دنبال کنید:
http://wikimapia.org/23789531/fa/Chah-Talkh
در این روستا یک آب انبار و کاروان سرای تاریخی وجود دارد. در گذشته‌های دور این روستا در مسیر جاده قدیم جهرم-لار قرار داشته است.